# کریستین استولتی
 کریستین استولتی (به انگلیسی: Christian Stolte) (زاده ۱۶ اکتبر ۱۹۶۲) بازیگرآمریکایی است.
از فیلم‌های معروف او می‌توان به بازی در فیلم شهروند مطیع قانون و چشم عمومی اشاره کرد.